# Обжильська сільська рада
Обжильська́ сільська́ ра́да — колишня адміністративно-територіальна одиниця та орган місцевого самоврядування в Балтському районі Одеської області. Адміністративний центр — село Обжиле.

## Загальні відомості
- Територія ради: 67,37 км²
- Населення ради: 1 130 осіб (станом на 2001 рік)
- Територією ради протікає річка Кодима

## Населені пункти
Сільській раді підпорядковані населені пункти:
- с. Обжиле
- с. Березівка

## Населення
Згідно з переписом 1989 року населення сільської ради становило 1266 осіб, з яких 511 чоловіків та 755 жінок.
За переписом населення 2001 року в сільській раді мешкала 1141 особа.

### Мова
Розподіл населення за рідною мовою за даними перепису 2001 року:
| Мова       | Відсоток |
| ---------- | -------- |
| українська | 95,04 %  |
| молдовська | 2,57 %   |
| російська  | 2,3 %    |
| білоруська | 0,09 %   |

## Склад ради
Рада складається з 14 депутатів та голови.
- Голова ради: Форостяний Дмитро Андрійович
- Секретар ради: Дмитерко Тетяна Пилипівна

### Керівний склад попередніх скликань
| Прізвище, ім'я, по батькові  | Основні відомості                                                 | Дата обрання | Дата звільнення |
| ---------------------------- | ----------------------------------------------------------------- | ------------ | --------------- |
| Форостяний Дмитро Андрійович | Сільський голова, 1958 року народження, освіта вища, безпартійний | 26.03.2006   | 31.10.2010      |
| Форостяний Дмитро Андрійович | Сільський голова, 1958 року народження, освіта вища, безпартійний | 31.10.2010   |                 |

Примітка: таблиця складена за даними сайту Верховної Ради України

### Депутати
За результатами місцевих виборів 2010 року депутатами ради стали:

#### За суб'єктами висування
| Суб'єкт висування | Кількість обраних депутатів | %    |
| ----------------- | --------------------------- | ---- |
| Партія регіонів   | 13                          | 92,9 |
| Самовисування     | 1                           | 7,1  |

#### За округами
| № округу        | Прізвище, ім'я, по батькові      | Дата визнання обраним | Освіта  | Партійна приналежність | Відомості про обраного депутата                            |
| --------------- | -------------------------------- | --------------------- | ------- | ---------------------- | ---------------------------------------------------------- |
| Партія регіонів |                                  |                       |         |                        |                                                            |
| 1               | Полозюк Надія Василівна          | 06.11.2010            | середня | позапартійна           | Березівська загальноосвітня школа, технічний працівник     |
| 2               | Асауляк Валерій Володимирович    | 15.11.2010            | середня | член Партії регіонів   | ТОВ «Агро Нива», енергетик                                 |
| 3               | Гоцуляк Олена Михайлівна         | 06.11.2010            | вища    | позапартійна           | Березівська загальноосвітня школа, зав. навчальної частини |
| 4               | Коваль Микола Васильович         | 06.11.2010            | середня | член Партії регіонів   | ТОВ «Агро Нива», різноробочий                              |
| 5               | Погоріла Ольга Олксандрівна      | 06.11.2010            | вища    | член Партії регіонів   | Березівська загальноосвітня школа, директор                |
| 6               | Чорний Юрій Федорович            | 06.11.2010            | вища    | член Партії регіонів   | ТОВ «Агро Нива», агроном                                   |
| 7               | Дмитерко Тетяна Пилипівна        | 06.11.2010            | вища    | позапартійна           | Обжилянська сільська рада, секретар                        |
| 8               | Пастушенко Ігор Дмитрович        | 06.11.2010            | вища    | позапартійний          | ТОВ «Агро Нива», обліковець                                |
| 9               | Паламарчук Валерій Миколайович   | 06.11.2010            | середня | член Партії регіонів   | ТОВ «Агро Нива», бригадир                                  |
| 10              | Москаленко Аркадій Олександрович | 06.11.2010            | середня | позапартійний          | ТОВ «Агро Нива», водій                                     |
| 11              | Чорний Федір Наумович            | 06.11.2010            | середня | член Партії регіонів   | пенсіонер                                                  |
| 12              | Данильчук Ірина Сергіївна        | 06.11.2010            | вища    | позапартійна           | Березівська загальноосвітня школа, вчитель                 |
| 13              | Гіордійчук Павлина Олексіївна    | 06.11.2010            | середня | позапартійна           | приватний підприємець                                      |
| Самовисування   |                                  |                       |         |                        |                                                            |
| 14              | Форосяна Софія Олександрівна     | 06.11.2010            | вища    | позапартійна           | Березівська загальноосвітня школа, вчитель                 |